# Makarij (Něvskij)
Svatý Makarij (světským jménem: Michail Andrejevič Něvskij, rozený Parvickij; 13. října 1835, Šapkino – 1. března 1926, Kotělniki) byl ruský duchovní Ruské pravoslavné církve, arcibiskup a metropolita altajský.

## Život
Narodil se 13. října 1835 ve vesnici Šapkino Vladimirské gubernie.
Roku 1843 odešel s rodinou do Tobolska. Zde studoval na Tobolském duchovním učilišti, a poté na Tobolském duchovním semináři. V semináři získal příjmení Něvskij (seminaristické příjmení). Rozhodl se pro misijní práci, proto odmítl studovat akademii.
Dne 6. března 1855 se stal členem Altajské duchovní misie, kde vyučoval. V letech 1855–1857 byl psalomščikem ve vesnici Ulalinskaja.
Studoval altajštinu, překládal modlitby a bohoslužebné texty.
Dne 6. února 1857 byl postřižen na rjasofora. Poté začal sloužit jako katecheta a vyučoval církevní zpěv na místních školách v Čemal a Ulale. Dne 23. března 1861 byl postřižen na monacha se jménem Makarij. Dne 29. března 1861 byl rukopoložen na hierodiakona a 31. března stejného roku na jeromonacha.
Zajímal se o lékařství, a jsou známy případy jeho léčení vážně nemocných obyvatel Altaje.
Pracoval na vystavení monastýru Čulyšman, kde se 26. listopadu 1864 stal představeným.
Dne 11. července 1883 byl povýšen na archimandritu.
Od 29. prosince 1883 byl představeným Altajské duchovní misie. Za svou mnohaletou misijní práci byl nazýván „apoštolem Altaje“ a „sibiřským sloupem pravoslaví“.
Významně se podílel na vytváření Bijské katechetické školy. Díky němu vznikalo mnoho škol a založil také Telecký monastýr.
Angažoval se v boji proti starověrcům. Pod jeho vedením bylo roku 1884 v Bijsku založeno bratrstvo svatého Demetria.
Roku 1908 se ujal překladu evangelií do altajštiny.
Roku 1884 jej Nejsvětější synod zvolil biskupem bijským a vikářem tomské eparchie. Dne 24. února stejného roku proběhla jeho biskupská chirotonie.
Dne 7. června 1891 se stal biskupem tomským a semipalatinským, a od roku 1895 byl biskupem tomským a barnaulským.
Dne 19. května 1906 byl povýšen na arcibiskupa a od říjnu 1908 mu byl změněn titul na tomský a altajský.
Jeho aktivity vzbuzovaly nenávist mezi místními sektáři a exilovými revolucionáři. Několikrát se ho pokusili zabít.
Během ruské revoluce v letech 1905–1907 byl zastáncem monarchie.
Dne 8. prosince 1912 byl zvolen metropolitou moskevským a kolomenským, archimandritou Trojicko-sergijevské lávry. Do Moskvy dorazil 22. prosince, a o den později převzal eparchii.
Dne 7. června 1913 mu byla nejvyšším reskriptem udělena panagia.
Zavedl celonárodní zpěv v moskevských chrámech, věnoval se katechezi a přesvědčil moskevské duchovní, aby následovali jeho příkladu. Navzdory svým předchozím misionářským zásluhám se však mezi duchovními v Moskvě netěšil velké autoritě kvůli svému pokročilému věku, konzervativním názorům, jakož i zvěstem, které v té době kolovaly, že za své jmenování na Moskevský stolec vděčí Grigoriji Rasputinovi.
Dne 2. dubna 1917 byl zbaven funkce metropolity moskevského, přičemž mu zůstala funkce člena Nejsvětějšího synodu. Na další zasedání synodu v létě 1917 nebyl pozván. Byl zbaven práva pobývat v Trojicko-sergijevské lávře. Vše označil za nekanonické, ale vše nemělo žádné pozitivní výsledky.
Od roku 1917 žil nějakou dobu ve Smolenské Zosimově pustyni a poté byl vyhoštěn do Nikolo-Ugrešského monastýru v Moskvě.
V červnu 1917 byl na moskevský stolec zvolen Tichon (Beljavin), který se v listopadu stal patriarchou.
Obrátil se na Místní sobor Ruské pravoslavné církve v letech 1917–1918, aby projednali jeho případ. Na soboru byl rehabilitován, ale oficiálně k tomu nedošlo.
Po nástupu bolševiků k moci se Makarij pokusil s pomocí protojereje Ivana Vostorgova zorganizovat záchranu carské rodiny strádající v zajetí.
Dne 19. srpna 1920 mu za 50 leté misijní dílo udělil Nejsvětější synod titul metropolity Altaje.
Roku 1920 částečně ochrnul.
Je známo že roku 1925 ho navštívil metropolita Petr (Poljanskij), kterému Makarij daroval svůj bílý klobuk. Stejného roku byl uzavřen Nikolo-Ugrešský monastýr, a proto odešel do vesnice Kotělniki.
Zemřel 1. března 1926.

## Kanonizace
Svatořečen byl v srpnu roku 2000 na jubilejním Archijerejském soboru Ruské pravoslavné církve.